# Canadian Tire
Canadian Tire (TSX : CTC) est une entreprise canadienne de vente au détail qui opère dans les secteurs de l'automobile, de la quincaillerie, du sport, des loisirs et des articles ménagers. Fondée en 1922, elle était une petite entreprise, alors qu'en 2011, c'est le détaillant le plus fréquenté au Canada et compte plus de 1 000 magasins et postes d’essence.

## Histoire

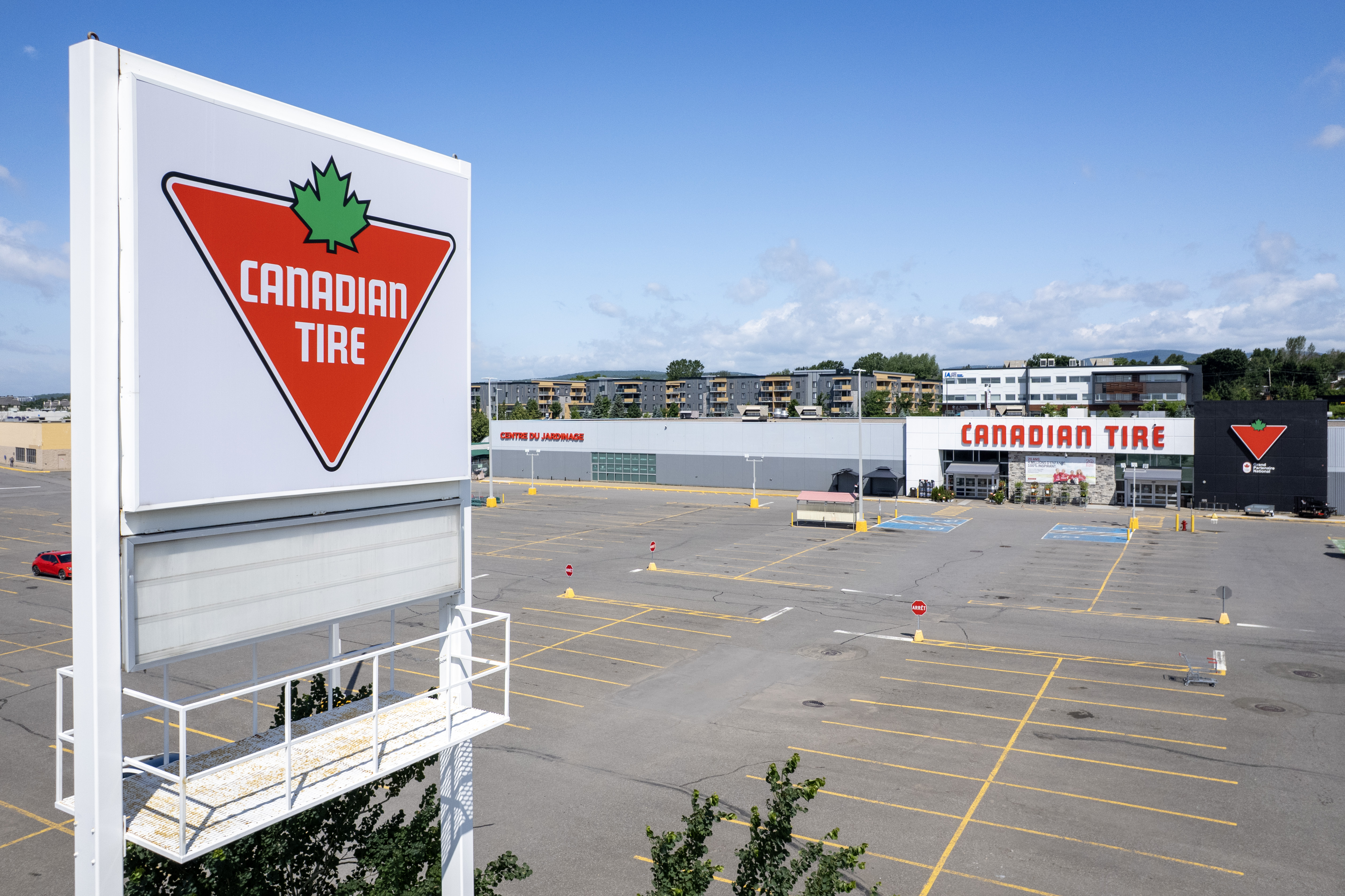
Enseigne d'un magasin Canadian Tire.

L’histoire de Canadian Tire débuta le 15 septembre 1922. En 1922, 210 333 voitures roulaient dans la province de l’Ontario. La même année, John W. et Alfred J. Billes, deux frères, allient leurs économies afin d’acheter la société Hamilton Tire and Garage Ltd, située dans l’est de Toronto, au prix de 1 800 $. Ils offraient quelques pièces de rechange, des batteries et des pneus fabriqués pour être compatibles avec les marques de voitures les plus répandues de l’époque, soit la Ford T et la Chevrolet 490. Ils vendaient aussi de l’antigel, qu’ils fabriquaient eux-mêmes. La plus grande partie de leurs revenus provenait des places de stationnement chauffées qu’ils louaient pour l’hiver à l’intérieur même de leur garage.
En 2009, le groupe Canadian Tire est composé de 475 magasins exploités par des marchands à l’échelle nationale.
Canadian Tire utilise un système de billets bonus. C’est une des premières entreprises à utiliser ce moyen pour fidéliser sa clientèle. Depuis maintenant plus de 50 ans, les Canadiens accumulent leur « argent Canadian Tire ».
Canadian Tire offre aussi des cartes de crédit et des produits financiers.
En mai 2011, elle a annoncé l'acquisition de Groupe Forzani pour 771 millions de dollars canadiens. En août 2011, les « autorités de la concurrence » du Canada ont accepté l'achat, transaction qui doit être avalisée par les actionnaires de Forzani.

## Activités
1. Vente au détail via les enseignes :  Canadian Tire, PartSource, Petroleum, Gas+, L'Équipeur (en), Helly Hansen, SportChek, Sports Experts, Atmosphere, Pro Hockey Life (PHL), National Sports, Sports Rousseau et Hockey Experts
2. Propriété,  développement et location d'immeubles commerciaux via CT REIT
3. Services financiers :  Banque Canadian Tire et de CTFS Bermuda Ltd.

## Principaux actionnaires
Au 17 février 2020 :
| Beutel, Goodman & Co           | 4,13 % |
| RBC Global Asset Management    | 3,13 % |
| The Vanguard Group             | 2,95 % |
| CI Investments                 | 2,66 % |
| BMO Asset Management           | 2,18 % |
| Manulife Investment Management | 1,93 % |
| Fidelity (Canada)              | 1,60 % |
| Fidelity Management & Research | 1,52 % |
| Enseignants de l'Ontario       | 1,38 % |
| CIBC Asset Management          | 1,34 % |

## Anecdote
Une série de publicités de Canadian Tire est entrée dans la culture populaire. Cette série présentait un couple qui vantait, à chaque publicité, un article de Canadian Tire. De nombreuses parodies de ces publicités ont été faites, tant au Québec qu’au Canada anglais.
Le personnage représenté sur les billets d’argent Canadian Tire est Sandy McTire.